# Teresa Brewer/Diskografie
Diese Diskografie ist eine Übersicht über die musikalischen Werke der US-amerikanischen Popsängerin Teresa Brewer. Zwischen 1949 und 1987 veröffentlichte sie in den USA über 100 Singles und mehr als 40 Musikalben.

## US-Diskografie

### Vinyl-Alben

„Aloha from Teresa“ auf Coral 57374

| Titel                                     | Katalog-Nr. | Veröffentlichung |
| ----------------------------------------- | ----------- | ---------------- |
|                                           | Coral       |                  |
| Bouquet of Hits                           | 56072       | 1952             |
| ’Till I Waltz Again with You              | 56093       | 1954             |
| Music, Music, Music                       | 57027       | 1956             |
| Teresa                                    | 57053       | 1957             |
| For Teenagers in Love                     | 57135       | 1958             |
| Teresa Brewer at Christmas Time           | 57144       | 1958             |
| Miss Music                                | 57179       | 1958             |
| Teresa Brewer and the Dixieland Band      | 57245       | 1958             |
| Time for Teresa                           | 57232       | 1958             |
| Teresa Brewer and the Dixieland Band      | 57245       | 1959             |
| When Your Lover Has Gone                  | 57257       | 1959             |
| Heavenly Lover                            | 57297       | 1959             |
| Ridin’ High                               | 57315       | 1960             |
| Naughty, Naughty, Naughty                 | 57329       | 1960             |
| My Golden Favorites                       | 57351       | 1960             |
| Songs Everybody Knows                     | 57361       | 1961             |
| Aloha from Teresa                         | 57374       | 1961             |
| Don’t Mess With Tess                      | 57414       | 1962             |
| The Best of Teresa Brewer Volume 1        | 57469       | 1965             |
| The Best of Teresa Brewer Volume 2        | 57470       | 1965             |
|                                           | Philips     |                  |
| Teresa Brewer’s Greatest Hits             | 200-062     | 1962             |
| Terrific Teresa Brewer                    | 200-099     | 1963             |
| Moments to Remember                       | 200-119     | 1964             |
| Golden Hits of 1964                       | 200-147     | 1964             |
| Goldfinger                                | 200-163     | 1965             |
| Songs For Our Fighting Men                | 200-200     | 1966             |
| Gold Country                              | 200-216     | 1966             |
| Texas Leather and Mexican Lace            | 200-230     | 1967             |
|                                           | Amsterdam   |                  |
| Singin’ a Doo Dah Song                    | 12012       | 1972             |
| The Songs of Bessie Smith (& Count Basie) | 10161       | 1973             |
| It Don’t Mean a Thing (& Duke Ellington)  | 10166       | 1973             |
| In London (& Oily Rags)                   | 12015       | 1973             |
|                                           | Project 3   |                  |
| Come Follow the Band                      | 5108        | 1982             |
| At Carnegie Hall                          | 38521       | 1983             |
|                                           | Signature   |                  |
| Good News                                 | 10577       | 1974             |
| Unliberated Woman                         | 10935       | 1975             |
| What a Wonderful World                    | 45256       | 1989             |
|                                           | Doctor Jazz |                  |
| On the Road Again                         | 38448       | 1983             |
| I Dig Big Band Singers                    | 38534       | 1983             |
| We Love You Fats                          | 38810       | 1983             |
| Live at Carnegie Hall and Montreux        | 39521       | 1984             |
| American Music Box Volume 1               | 40231       | 1985             |
| Midnight Café                             | 40232       | 1986             |
| On the Good Ship Lollipop                 | 40233       | 1987             |

### Vinyl-Singles

Erste Single auf London 511

| A/B-Seite                                                          | Katalog-Nr. | Veröffentlichung |
| ------------------------------------------------------------------ | ----------- | ---------------- |
|                                                                    | London      |                  |
| When the Train Came In / A Man Wrote a Song                        | 511         | September 1949   |
| Copper Canyon / Way Back Home (& Bobby Wayne)                      | 562         | Dezember 1949    |
| Ol’ Man Mose / I Beeped When I Shoulda Bopped                      | 563         | Dezember 1949    |
| Copenhagen / Music! Music! Music!                                  | 604         | Februar 1950     |
| Choo’n Gum / Honky Tonkin’                                         | 678         | April 1950       |
| The Picnic Song / Let’s Have a Party                               | 696         | Juni 1950        |
| Cincinnati Dancing Pig / Punky Punkin’                             | 768         | September 1950   |
| Molasses, Molasses / Grizzly Bear                                  | 794         | Oktober 1950     |
| He Can Comeback Anytime / You’ve Got Me Crying Again               | 795         | November 1950    |
| The Thing / I Guess I’ll Have to Dream the Rest                    | 873         | November 1950    |
| If You Want Some Lovin’ / I’ve Got the Craziest Feeling            | 967         | März 1951        |
| Counterfeit Kisses / Lonesome Gal                                  | 970         | März 1951        |
| The Oceana Roll / The Wang Wang Blues                              | 1083        | Juni 1951        |
| I Wish I Wuz / If You Don’t Marry Me                               | 1085        | August 1951      |
| Jazz Me Blues / Longing for You                                    | 1086        | August 1951      |
|                                                                    | Coral       |                  |
| I Don’t Care / Sing Sing Sing                                      | 60591       | November 1951    |
| Noodlin’ Rag / Lovin’ Machine                                      | 60646       | Januar 1952      |
| Roll Them Roly Boly Eyes / Gonna Get Along Without Ya Now          | 60676       | März 1952        |
| I Hear the Bluebells / Kisses on Paper                             | 60755       | Juni 1952        |
| Rhode Island Red / En-Thuz-E-Uz-E-As-M (& Eileen Barton)           | 60775       | Juni 1952        |
| You’ll Never Get Away / The Hookey Song (& Don Cornell)            | 60829       | September 1952   |
| Till I Waltz Again With You / Hello Bluebird                       | 60873       | Oktober 1952     |
| Dancin’ with Someone / Breakin’ in the Blues                       | 60953       | März 1953        |
| Into Each Life Some Rain Must Fall / Too Much Mustard              | 60994       | Mai 1953         |
| The Glad Song / What Happened to the Music                         | 61027       | Juli 1953        |
| Too Young to Tango Ricochet                                        | 61043       | August 1953      |
| Baby Baby Baby / I Guess It Was You All The Time                   | 61067       | Oktober 1953     |
| I Saw Mommy Kissing Santa Claus / Ebenezer Scrooge                 | 61078       | November 1953    |
| I Just Can’t Wait Til Christmas / Too Fat for the Chimney          | 61079       | November 1953    |
| Our Heartbreaking Waltz / Bell Bottom Blues                        | 61066       | Dezember 1953    |
| Jilted / Le Grand Tour De L’Amour                                  | 61152       | März 1954        |
| Skinny Minnie / I Had Someone Else Before I Had You                | 61197       | Juni 1954        |
| Au Revoir / Danger Signs                                           | 61252       | August 1954      |
| Time / My Sweetie Went Away                                        | 61287       | Oktober 1954     |
| Let Me Go, Lover! / The Moon Is on Fire                            | 61315       | November 1954    |
| I Gotta Go Get My Baby / What More Is There to Say                 | 61339       | Januar 1955      |
| Pledging My Love / How Important Can It Be                         | 61362       | Februar 1955     |
| Tweedlee Dee / Rock Love                                           | 61366       | März 1954        |
| I Don’t Want to Be Lonely Tonight / Silver Dollar                  | 61394       | April 1954       |
| The Banjo’s Back in Town / How to Be Very, Very Popular            | 61448       | Juni 1954        |
| Baby, Be My Toy / So Doggone Lonely                                | 61500       | September 1954   |
| Shoot It Again / You’re Telling Our Secrets                        | 61528       | Oktober 1955     |
| A Good Man Is Hard to Find / It’s Siesta Time                      | 61548       | Dezember 1955    |
| A Tear Fell / Bo Weevil                                            | 61548       | Februar 1956     |
| A Sweet Old Fashioned Girl / Goodbye John                          | 61636       | April 1956       |
| I Love Mickey / Keep Your Cotton Pickin’ Paddies Offa My Heart     | 61700       | August 1956      |
| Mutual Admiration Society / Crazy With Love                        | 61737       | November 1956    |
| How Lonely Can One Be / I’m Drowning My Sorrows                    | 61776       | Januar 1957      |
| Empty Arms / The Ricky-Tick Song                                   | 61805       | Februar 1957     |
| Lula Rock a Hula / Teardrops in My Heart                           | 61850       | Juni 1957        |
| It’s the Same Old Jazz / Born to Love                              | 61878       | August 1957      |
| You Send Me / Would I Were                                         | 61898       | September 1957   |
| Listen My Children / Hush a Bye, Wink a Bye                        | 61912       | November 1957    |
| Lost a Little Puppy / Because Of Him Is a Baby                     | 61944       | Dezember 1957    |
| Whirlpool / There’s Nothin’ as Lonesome                            | 61948       | Januar 1958      |
| I Think The World of You / Saturday Dance                          | 61983       | April 1958       |
| Pickle Up a Doodle / The Rain Falls on Everyone                    | 62013       | Juni 1958        |
| The Hula Hoop Song / So Shy                                        | 62033       | September 1958   |
| The One Rose / Satellite                                           | 62057       | November 1958    |
| Jingle Bell Rock / I Like Christmas                                | 62058       | November 1958    |
| Fair Weather Sweetheart / Heavenly Lover                           | 62084       | Februar 1959     |
| Chain of Friendship / Bye Bye Baby Goodbye                         | 62126       | Juni 1959        |
| If You Like-A Me / Mexicali Rose                                   | 62150       | Oktober 1959     |
| Peace of Mind / Venetian Sunset                                    | 62167       | Januar 1960      |
| If There Are Stars in My Eyes / How Do You Know Its Love           | 62197       | April 1960       |
| Anymore / That Piano Man                                           | 62219       | Juli 1960        |
| Have You Ever Been Lonely? / When Do You Love Me                   | 62236       | Oktober 1960     |
| Whip-Poor-Will / Older and Wiser                                   | 62253       | Februar 1961     |
| Milord / I’ve Got My Fingers Crossed                               | 62265       | April 1961       |
| Little Miss Belong to No One / Sea Shell                           | 62278       | Juli 1961        |
| Step Right Up / Pretty Lookin’ Boy                                 | 62299       | Dezember 1961    |
| Another / I Want You to Worry                                      | 62306       | Februar 1962     |
| One Heart Less to Break / You Come a Long Way                      | 62316       | Mai 1962         |
| Cry Baby / I Here the Angels Singing                               | 62428       | August 1964      |
|                                                                    | Philips     |                  |
| Ballad Of Lover’s Hill / Not Like a Sister                         | 40077       | November 1962    |
| She’ll Never Love You / The Thrill Is Gone                         | 40095       | Februar 1963     |
| Stand In / Second Hand Rose                                        | 40120       | Juni 1963        |
| He Understands Me / Just Before We Say Goodbye                     | 40135       | September 1963   |
| Come on In / Simple Things                                         | 40177       | März 1964        |
| Dang Me / Mama Never Told Me                                       | 40227       | August 1964      |
| Goldfinger / Make Room for One More Fool                           | 40253       | Februar 1965     |
| I’ve Grown Accustomed / Super-Califragilisticexpialidocious        | 40282       | März 1965        |
| Say Something Sweet to Your Sweetheart / What About Time           | 40310       | August 1965      |
| Little Bitty Grain of Sand / Little Buddy                          | 40345       | Dezember 1965    |
| Handle with Care / I Can’t Remember Ever Loving You                | 40367       | Mai 1966         |
| Evil on Your Mind / Ain’t Had No Lovin’                            | 40389       | August 1966      |
|                                                                    | ABC         |                  |
| Day by Day / Thoroughly Modern Make                                | 10909       | 1967             |
|                                                                    | SSS Intern. |                  |
| Step to the Rear / Live a Little                                   | 735         | Februar 1968     |
| A Woman’s World / Ride-A-Roo                                       | 744         | Juni 1968        |
|                                                                    | Amsterdam   |                  |
| Day by Day / Somewhere is There’s Someone                          | 85024       | 1973             |
| A Simple Song / Singin’ a Doo Dah Song                             | 85025       | 1973             |
| Music, Music, Music / School Days                                  | 85027       | Mai 1973         |
| Another Useless Day / Music to the Man                             | 85028       | 1973             |
| Bo Weevil / Bei Mir Bist Du Schon                                  | 85029       | 1974             |
| Gatsby’s / What’ll I Do                                            | 286         | Mai 1974         |
|                                                                    | Signature   |                  |
| Unliberated Woman / Good Lovin’ You                                | 10173       | Januar 1975      |
| Music, Music, Music (Disco Version) / Where Did the Good Times Go? | 10609       | März 1976        |
| Some Songs / A Natural Feelin’ for You                             | 101         | 1979             |
| No Way Conway / Sittin’ Here Cryin’                                | 4114        | Oktober 1983     |
|                                                                    | Project 3   |                  |
| Come Follow The Band / The Colors of My Life                       | 100         | 1981             |
|                                                                    | Doctor Jazz |                  |
| Jimmy Dorsey Medley / Classic Medley #1                            | 03835       | April 1983       |

## Deutschland-Diskografie

### Vinyl-Alben
| Miss Hitmaker | Coral 97009 | 1957 |  |

### Compact Discs
| Titel                                     | Musiklabel   | Veröffentlichung |
| ----------------------------------------- | ------------ | ---------------- |
| The Best of Teresa Brewer                 | Universal    | 1989             |
| Teenage Dance Party                       | Bear Family  | 2000             |
| The Original Sound of Miss Music!         | Jasmine      | 2001             |
| Live Carnegie Hall & Montreux             | Collectables | 2001             |
| Songs of Bettie Smith / Cotton Connection | Collectables | 2001             |
| Let Me Go Lover                           | Hallmark     | 2006             |
| A Sweet Old Fashioned Girl                | Jasmine      | 2008             |
| Longing for You                           | Sepia        | 2008             |
| Miss Versatility                          | Jasmine      | 2011             |
| All Her Hits and More                     | Goldies      | 2012             |
| Greatest Hits in Stereo                   | Sepia        | 2013             |

### Vinyl-Singles (Coral)

In Deutschland: Let Me Go? Lover! auf Coral 93026

| A/B-Seite                                               | Katalog-Nr. | Veröffentlichung |
| ------------------------------------------------------- | ----------- | ---------------- |
| Hello Bluebird / Again with You                         | 93001       | 1953             |
| Riccochet / Too Young to Tango                          | 93012       | 1953             |
| Jilted / Le Grand Tour De L’Amour                       | 93013       | 1953             |
| Let Me Go Lover / Skinnie Minnie                        | 93026       | 1954             |
| I Gotta Go Get My Baby / Pledging My Love               | 93035       | 1955             |
| How Important Can It Be / Rock Love                     | 93055       | 1955             |
| How to Be Very, Very Popular / The Banjo’s Back in Town | 93059       | 1955             |
| A tear Fell / Bo Weevil                                 | 93073       | 1955             |
| Crazy with Love / Mutural Admiration Society            | 93105       | 1957             |
| Gonna Get Along / Music! Music! Music!                  | 93211       | 1957             |
| I’m Drowning My Sorrows / How Lonely Can One Be         | 93223       | 1957             |
| Empty Arms / The Ricky-Tick Song                        | 93235       | 1957             |
| You Send Me / It’s the Same Old Jazz                    | 93250       | 1957             |
| The Hula Hoop Song / Pickle Up a Doodle                 | 93276       | 1958             |
| The One Rose / Kiss Me                                  | 93286       | 1958             |
| Heavenly Lover / Fair Weather Sweetheart                | 93292       | 1959             |

## Chartplatzierungen

### Alben
| Jahr | Titel              | Höchstplatzierung, Gesamtwochen, AuszeichnungChartplatzierungen (Jahr, Titel, Platzierungen, Wochen, Auszeichnungen, Anmerkungen) | Höchstplatzierung, Gesamtwochen, AuszeichnungChartplatzierungen (Jahr, Titel, Platzierungen, Wochen, Auszeichnungen, Anmerkungen) | Anmerkungen |
| Jahr | Titel              | UK | US | Anmerkungen |
| ---- | ------------------ | --- | --- | ----------- |
| 1955 | Especially for You | — | US10 (6 Wo.)US |             |

grau schraffiert: keine Chartdaten aus diesem Jahr verfügbar

### Singles
| Jahr | Titel Album                                           | Höchstplatzierung, Gesamtwochen, AuszeichnungChartplatzierungen (Jahr, Titel, Album, Platzierungen, Wochen, Auszeichnungen, Anmerkungen) | Höchstplatzierung, Gesamtwochen, AuszeichnungChartplatzierungen (Jahr, Titel, Album, Platzierungen, Wochen, Auszeichnungen, Anmerkungen) | Anmerkungen                   |
| Jahr | Titel Album                                           | UK | US | Anmerkungen                   |
| ---- | ----------------------------------------------------- | --- | --- | ----------------------------- |
| 1950 | Music! Music! Music! –                                | — | US1 (17 Wo.)US |                               |
| 1950 | Choo’n Gum –                                          | — | US17 (5 Wo.)US |                               |
| 1951 | Longing For You –                                     | — | US28 (1 Wo.)US |                               |
| 1952 | You’ll Never Get Away –                               | — | US18 (4 Wo.)US |                               |
| 1952 | Till I Waltz Again With You –                         | — | US1 (22 Wo.)US |                               |
| 1953 | Ricochet –                                            | — | US4 (19 Wo.)US |                               |
| 1954 | Bell Bottom Blues –                                   | — | US17 (3 Wo.)US |                               |
| 1954 | Jilted –                                              | — | US14 (9 Wo.)US |                               |
| 1954 | Let Me Go, Lover –                                    | UK9 (10 Wo.)UK | US8 (11 Wo.)US | mit The Lancers               |
| 1955 | Pledging My Love –                                    | — | US30 (2 Wo.)US |                               |
| 1955 | Shoot It Again –                                      | — | US66 (3 Wo.)US |                               |
| 1956 | A Tear Fell –                                         | UK2 (15 Wo.)UK | US7 (23 Wo.)US |                               |
| 1956 | Bo Weevil –                                           | — | US17 (16 Wo.)US |                               |
| 1956 | Sweet Old-Fashioned Girl –                            | UK3 (15 Wo.)UK | US9 (20 Wo.)US |                               |
| 1956 | I Love Mickey –                                       | — | US87 (3 Wo.)US | Mickey Mantle & Teresa Brewer |
| 1956 | Mutual Admiration Society –                           | — | US21 (14 Wo.)US |                               |
| 1956 | Crazy With Love –                                     | — | US73 (5 Wo.)US |                               |
| 1957 | Empty Arms –                                          | — | US18 (17 Wo.)US |                               |
| 1957 | Nora Malone –                                         | UK26 (2 Wo.)UK | — |                               |
| 1957 | Teardrops In My Heart –                               | — | US64 (7 Wo.)US |                               |
| 1957 | You Send Me –                                         | — | US31 (12 Wo.)US |                               |
| 1958 | Pickle Up A Doodle –                                  | — | US99 (1 Wo.)US |                               |
| 1958 | The Hula Hoop Song –                                  | — | US38 (5 Wo.)US |                               |
| 1959 | The One Rose (That’s Left In My Heart) –              | — | US75 (5 Wo.)US |                               |
| 1959 | Heavenly Lover –                                      | — | US40 (8 Wo.)US |                               |
| 1960 | Peace Of Mind –                                       | — | US66 (4 Wo.)US |                               |
| 1960 | How Do You Know It’s Love –                           | UK21 (11 Wo.)UK | — |                               |
| 1960 | Anymore –                                             | — | US31 (16 Wo.)US |                               |
| 1960 | Have You Ever Been Lonely (Have You Ever Been Blue) – | — | US84 (5 Wo.)US |                               |
| 1961 | Milord –                                              | — | US74 (4 Wo.)US |                               |

grau schraffiert: keine Chartdaten aus diesem Jahr verfügbar

## Statistik

### Chartauswertung
|                     | UK    | US    |
| ------------------- | ----- | ----- |
| Nummer-eins-Alben   | UK—UK | US—US |
| Top-10-Alben        | UK—UK | US1US |
| Alben in den Charts | UK—UK | US1US |

|                       | UK    | US     |
| --------------------- | ----- | ------ |
| Nummer-eins-Singles   | UK—UK | US2US  |
| Top-10-Singles        | UK3UK | US6US  |
| Singles in den Charts | UK5UK | US28US |